# السحر في ضوء القمر
السحر في ضوء القمر (بالإنجليزية: Magic in the Moonlight)‏ هو فيلم دراما ورومنسي كوميدي أمريكي من إخراج وودي آلن وبطولة كولين فيرث وإيما ستون تقعُ أحداثُه في بلدةَ الريفييرا الفرنسية عام 1928 يحكي الفيلم قصّة رجل إنجليزي لاعِبُ خِفّة يد يتم احضاره إلى جنوب فرنسا للمساعدة في الكشف عن عملية احتيالٍ محتملة، إذ أنّ فتاة روحانية مشكوكٌ في أمرِها وعليه فَضحها، لكن في أثناء مهمته تحصل تعقيدات فيعجب بِها وتحصل له تجربة رومانسية لا مفر له منها. وقد عُرِضَ الفيلم لأول مرّة في 25 يوليو 2014 وتلقّى ردود فعلٍ مُتباينة.

## القصّة
تدور الأحداث في القرن العشرين لنتعرف على ستانلي الساحر المحترف الشهير، وعروضه يحضرها علية القوم وينتقل من بلد أوروبي إلى آخر، شهير بكونه دقيق في عمله، لايرضى بأنصاف الحلول، وإيمانه بالتفكير المنطقى فقط. ستانلي يعلم أن مايفعله مجرد حيل بارعة، لذلك لايؤمن بالسحر ولا بالقدرات الماورائية ولا بالأديان ولا شئ سوى عقله، ويؤثر هذا على حياته الشخصية  فنجده ساخر، حاد ويختار شريكة حياته تبعاً لموصفات قياسية لتتلائم مع شخصيته.
بعد أحد عروضه يدعوه صديق له لزيارة عائلة في جنوب فرنسا للتعرف على ضيفتهم التي تزعم أن لديها قدرات متعددة غير طبيعية مثل قراءة الأفكار وتحضير الأرواح ومعرفة الماضي والمستقبل، كل هذه الإدعاءات تستفزه ويقرر أن يذهب ويكشف كذبها أمام العائلة والعالم كله. في البداية يسخر منها المرة تلو المرة إلى أن تثبت له أن قدراتها حقيقية بسردها تفاصيل لايعلمها أحد عنه وعن خالته، ليفقد الثقة في كل معتقداته السابقة.
استطاعتها معرفة ماضية تعنى أن كل شئ لم يؤمن به من قبل حقيقي، وتتغير نظرته للحياة، يستمتع بأشياء لم يكن يلاحظها، رائحة الزهور، المناظر الخلابة، حب الحياة، التفكير في وجود حياة بعد الموت، أصبحت لحياته معنى أكبر وبدأ يشعر بنوع جديد من السعادة الروحية التي لم يختبرها من قبل. ولكن كل ذلك يُضرب في مقتل عندما يكتشف خدعة صوفي وإنها لاتمتلك هذه القدرات التي تزعمها، ويقف هنا البطل أمام وضع صعب، هل هو سعيد لإن كل تلك الأشياء موجودة أم فقط لإيمانه بها؟

## طاقم العَمل
- كولين فيرث بدور ستانلي كراوفورد.
- إيما ستون بدور صوفي باكر.
- سيمون ماكبورني بدور هاورد بوركان.
- هاميش لينكلاتر بدور برايس.
- مارسيا غاي هاردن بدور السيدة باكر.
- جاكي ويفر بدور غراس.

## الإنتاج
في أبريل 2013 أعُلِنَ عن انضمام كُلّ من كولين فيرث وإيما ستون لطاقَمِ العَمل. وفي يوليو من نفسِ العام أُعلِنَ عن طاقَم العَمل بالكامل. وقد بدأ التصوير في جنوب فرنسا.

### الموسيقى التصويريّة
صَدَر قرص الموسيقى التصويريّة للفيلم في أغسطس 2014 ويحوي على الأغاني التالية:
1. "You Do Something to Me" أداء كول بورتر.
2. "It's All a Swindle" أداء ميشا سبولنكسي.
3. "Moritat" أداء كورت ويل وبرتولت بريشت.
4. "Dancing With Tears in My Eyes" أداء جو باكر وألكسندر دوبن.
5. "Big Boy" أداء ميلتون أجير وجاك يلين.
6. "Thou Swell" أداء ريتشار رودجر ولورينز هارت.
7. "Sorry" أداء رايموند كلاجيز.
8. "The Sheik of Araby" أداء هاري سميث.
9. "Chinatown, My Chinatown" أداء ويليام جيروم وجين سكوارتز.
10. "Remember Me" أداء سوني ميلر.
11. "Charleston" أداء جيمس جونسون.
12. "Sweet Georgia Brown" أداء بين بيرني وماسيو بينكارد وكينيث كاسي.
13. "You Call It Madness" أداء كون كونراد.
14. "At the Jazz Band Ball" أداء لاري شيلدر وتوني سباربارو ونيك لاروكا.
15. "It All Depends on You" أداء راي هيندرسون ولاو براون وبودي ديسيلفا.
16. "I'll Get By" أداء فريد أهليرت وروي تورك.

## الإصدار
عُرِضَ الفيلم لأوّل مرة في 25 يوليو 2014 في الولايات المُتّحدة. ثُمّ بدأ عرضه عالميّاً في 15 أغسطس 2014. وقد صَدَرت نُسخة أقراص الدي في دي والبلوراي منه في 16 ديسمبر 2014.

## ردود الأفعال

### استقبال النُقّاد
بشكل عام حَصَل الفيلم على ردودِ فعلٍ مُتباينة، ففي الطماطم الفاسدة حَصَل الفيلم على درجة 51% من أساس 154 مُقيّماً. وكانت الدرجة مُقاربة في موقع ميتاكريتيك حيث أُعطيَ درجة 54 على أساس 40 مُقيّم. وقد كتبت علياء طلعت من موقع أراجيك وعلّقت على الفيلم بقولها: «قبل أن أرى هذا الفيلم احترت لماذا يعود ممثل قدير مثل كولن فيرث فائز بجائزة الأوسكار لتمثيل أفلام خفيفة مرة أخرى؟ ولكن بعد المشاهدة عرفت أن هذا الفيلم رغم إنه كوميدى ورومانسى إلا إنه يحمل العديد من الأفكار والتفاصيل التي تجعله من أجمل الأفلام التي شاهدتها في حياتي وبالطبع لا تتوقع أقل من ذلك من فيلم من إخراج وتأليف وودى الآن وبطولة كولين فيرث.» وفي موقع قاعدة بيانات الأفلام على الإنترنت قُيّم الفيلم بـ6.7 من 10.

### شُبّاك التذاكر
صَدَر الفيلم بدايةً في 25 يوليو في مناطِقَ محدودةً في أمريكا الشماليّة وعُرِضَ في 17 صالة عَرضٍ فقط وجَمَع في الأسبوعِ الأوّل من افتتاحه 412,095 دولار. ثُمّ توسّع عَرضُ الفيلم في 15 أغسطس وصار يُعرض في 964 صالة عَرض ورَبِحَ في الثلاث أيّام الأولى 1,786,150 دولار. ثُمّ استمرّا أرباحه بالزيادة حتّى وصلت إلى 32 مليون دولار حول العالم.

## روابط خارجية
- السحر في ضوء القمر على موقع IMDb (الإنجليزية)
- السحر في ضوء القمر على موقع ميتاكريتيك (الإنجليزية)
- السحر في ضوء القمر على موقع الموسوعة البريطانية (الإنجليزية)
- السحر في ضوء القمر على موقع روتن توميتوز (الإنجليزية)
- السحر في ضوء القمر على موقع قاعدة بيانات الأفلام العربية
- السحر في ضوء القمر على موقع ألو سيني (الفرنسية)
- السحر في ضوء القمر على موقع Turner Classic Movies (الإنجليزية)
- السحر في ضوء القمر على موقع أول موفي (الإنجليزية)
- السحر في ضوء القمر على موقع بوكس أوفيس موجو (الإنجليزية)
- السحر في ضوء القمر على موقع فيلمافينيتي (الإسبانية)